# Лён
Лён (лат. Línum) — род травянистых растений семейства Льновые (Linaceae). Насчитывает около 200 видов. Лён обыкновенный является ценной прядильной и масличной культурой.

## Ботаническое описание

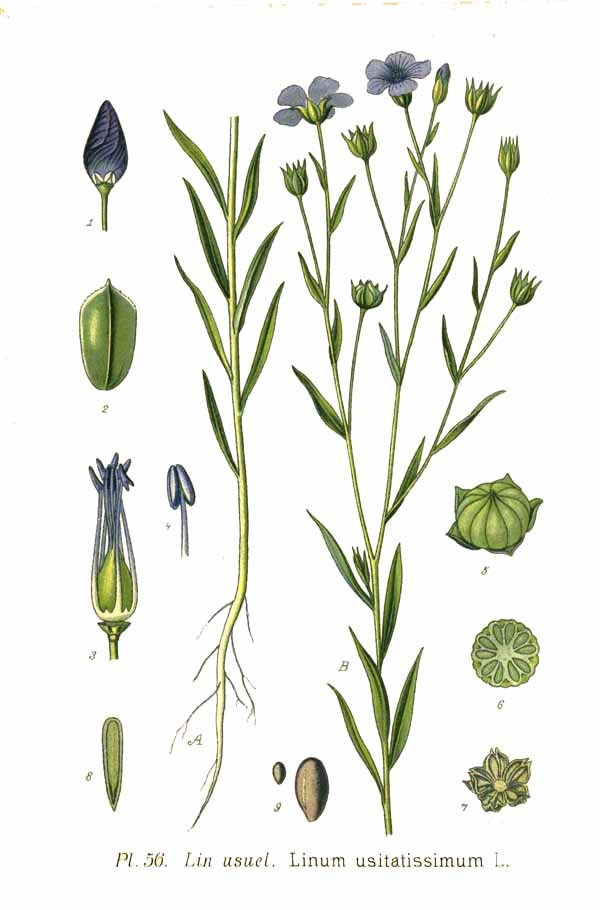
Лён обыкновенный

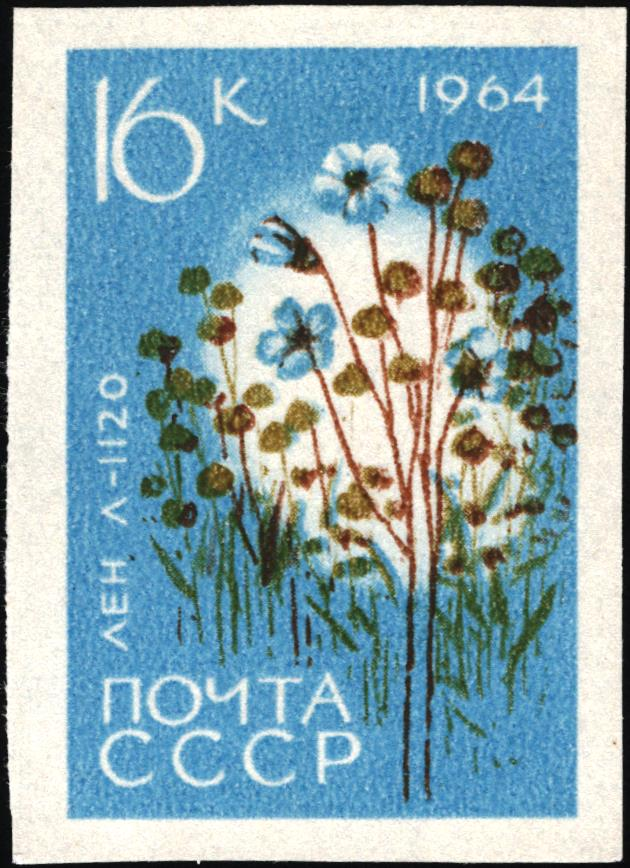
Почтовая марка СССР, 1964 год. Сельскохозяйственные культуры СССР. Лён обыкновенный.

Многолетние, реже малолетние и однолетние травы или полукустарнички. Листья сидячие, очередные, реже супротивные или нижние мутовчатые; по форме линейные, ланцетные, линейно-ланцетные, обратнояйцевидные, продолговатые, узкоэллиптические или лопатчатые, цельнокрайные или мелкопильчатые, голые или опушённые, с 1 или 3—5 параллельными, в разной степени выраженными жилками; иногда с 2 коричневатыми стипулярными желёзками при основании листьев.
Цветки 5-членные, обоеполые, актиноморфные, гетеростильные и энтомофильные, либо гомостильные и самоопыляющиеся; собраны в цимозные соцветия. Чашелистики свободные, цельные, черепитчатые, по краям со стебельчатыми желёзками, реснитчатые или бело-перепончатые без железок и ресничек. Лепестки свободные, с ноготком (иногда соединенные в короткую трубку), длиннее чашелистиков, разнообразной окраски (голубые, синие, жёлтые, реже розовые, фиолетовые, красные или белые). Тычинок 5, чередующихся с лепестками; нити тычинок в основании дельтовидно расширенные, как правило, свободные или сросшиеся в самом основании, редко тычиночные нити срастаются по всей длине, охватывают коробочку и возвышаются над ней в виде трубки; иногда присутствуют зубцевидные стаминодии. Пыльца, как правило, эллипсоидальная, реже сфероидальная, довольно крупная — 45—90 мкм. Экзина сетчатая. Для большинства гетеростильных видов характерен диморфизм пыльцевых зерен. Узор поверхности экзины короткостолбиковых форм и ряда гомостильных видов образован ровными рядами выростов, одинаковых по форме и размерам. У длинностолбиковых форм и ряда других гомостильных видов эти выросты различаются по форме и размерам. Гинецей из 5 плодолистиков. Завязь верхняя, 5-гнёздная. Стилодиев 5, свободных. Рыльца линейные, продолговатые или головчатые.
Плод — септицидная коробочка (1,8) 2—7 (8) мм длиной, (1,8) 2—7 (8) мм шириной, шаровидная, сплюснуто-шаровидная, шаровидно-яйцевидная или яйцевидная, раскрывающаяся 10 односемянными сегментами, редко нераскрывающаяся или почти нераскрывающаяся. Коробочки на поперечном срезе округлые, реже 10-гранные или 5-гранные; разделены перегородками на 5 гнёзд, в каждом из которых лежит по 2 семени, в свою очередь, отделенных друг от друга ложными перегородками. Семена (1,1—1,4) 2—5 мм длиной, (0,7) 1—3 мм шириной, обратнояйцевидные или эллипсоидальные, в поперечном сечении у большинства видов эллиптические, редко округло-трёхгранные. Окраска семян преимущественно темно-коричневая, иногда — светло-коричневая (у культурного вида Linum usitatissimum семена могут быть ещё жёлтыми, оливковыми, зелёными, с красноватым или черноватым оттенком).
Хромосомы: 2n = 18, 30, 36, реже 26, 28 + 0—6 B и 16.

## Распространение и экология
Виды рода произрастают в умеренных и субтропических областях обоих полушарий. Они встречаются в разных экологических условиях, но чаще всего на сухих каменистых, глинистых, известняковых и травянистых склонах, в равнинных и горных степях, на субальпийских и альпийских лугах, иногда на засоленных болотах.
Лён возделывался с незапамятных времён, но решить однозначно, где его первоначальное отечество, трудно. Относительно однолетнего льна всего вероятнее, что он происходит из Восточного Средиземноморья (Закавказье, Анатолия, Западная Персия). Он легко дичает, становится труднообрабатываемым и показывается авторами во многих странах диким или одичавшим, иногда даже сорным растением. Очень много одичавшего льна в южной России.
К роду Лён относятся больше ста видов, из которых самый важный — Лён обыкновенный, или прядильный (Linum usitatissimum L.) — однолетняя голая или почти голая (без волосков) трава; стебель высотой от 30 до 60 см, а в тёплых странах, например в Индии, ещё выше; ветвится только в верхней части, в соцветии; листья очерёдные, узколанцетные; цветки собраны вверху в виде ложного зонтика; чашелистики заострённые, мелкореснитчатые; лепестки голубые с сероватым отливом, иногда белые, широколопатчатые, пыльники голубые, плодник (льняная головка в просторечии) почти шаровидный, семена глянцевитые.

## Использование

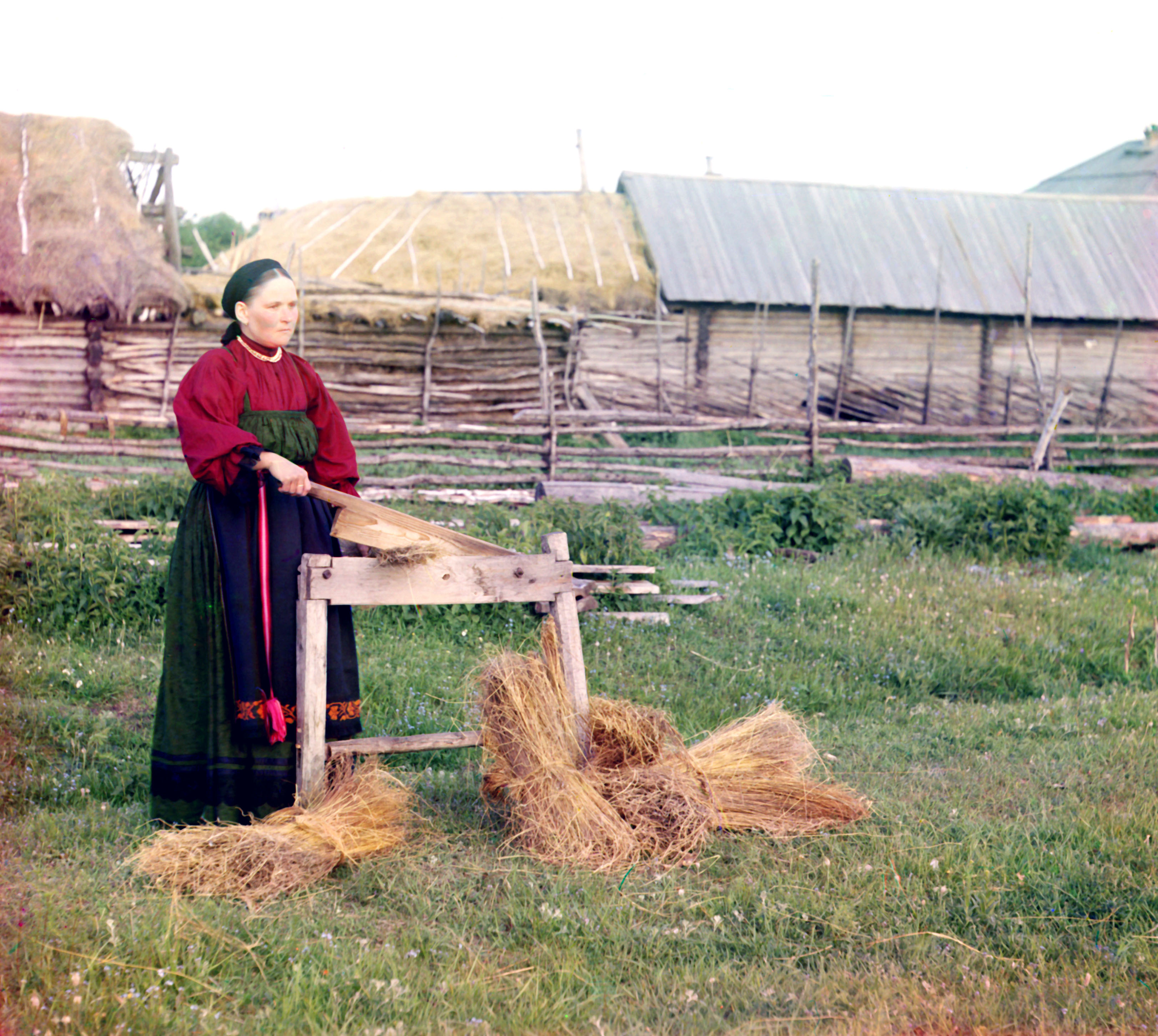
Крестьянка мнёт лён. Пермская губерния. 1910 г. Фото С. М. Прокудина-Горского

Наиболее растространенный вид рода, лён обыкновенный, издавна используется как прядильная и масличная культура. Лён не косят, а выдёргивают с корнем — теребят. Раньше эту работу делали вручную, но сейчас для этого есть специальные машины. Стебли льна связывают в снопы, просушивают и обмолачивают, чтобы отделить семена. На маслозаводе из них отжимают масло, которое пригодно для пищи, но чаще всего его используют для приготовления олифы (основы для лаков и красок), а также для изготовления мыла. Льняные семена используют также как лекарство.
Льняная пряжа состоит из довольно прочных, совершенно круглых лубяных волокон, сильно заостряющихся на оконечностях, достигая длины в 4 см и больше.
Разводятся преимущественно два подвида обыкновенного льна, а именно: долгунец с маловетвистым соцветием и более высоким стеблем, главным образом для пряжи, и кудряш — более приземистый и с весьма ветвистым соцветием, похожим на кудри, откуда и произошло название. Кудряш разводят главным образом для добычи семян.
Семена льна, погруженные в воду, скоро покрываются бесцветной слизью, происходящей от расплывания клеточек кожицы, состоящей из бассорина.
В клеточках зародыша и окружающей его тонким слоем питательной ткани находится преимущественно жирное льняное масло, содержащее масляную линоленовую кислоту. Медицинское и техническое значение льняного семени именно и основано на содержании названных веществ.

## Длинноволокнистый и коротковолокнистый лён
В зависимости от сорта льна, технологии культивации (в большей степени) и качества его последующей обработки на производстве (в меньшей степени) льняная пряжа подразделяется на пряжу из длинного волокна и короткого волокна (очёс).
Длинноволокнистый лён используется для изготовления изделий, соответствующих самым высоким требованиям к качеству, а именно: износостойкости, атмосферостойкости, долговечности, а также, что немаловажно, экологичности и натуральности.
Коротковолокнистый лён обладает существенно более низкой износостойкостью, атмосферостойкостью, долговечностью и используется во всех остальных случаях, когда вышеописанные требования к качеству льняных изделий не важны либо недостижимы исходя из уровня технологий и агротехники. Изделия из коротковолокнистого льна как правило аппретируются специальными огнестойкими, гидрофобными и прочими химическими пропитками, искусственно увеличивающие их потребительские характеристики. Нередко изделия из коротковолокнистого льна ошибочно называют изделиями из длинноволокнистого льна, беря за основу названия длину конечной нити, а не исходного волокна. Например, «сантехнический лён» в действительности изготовлен из короткого волокна (коротковолокнистого льна), но «длинной» нити.
В России изготовление изделий из длинноволокнистого льна регламентируются ГОСТ 10330-76 «Лён трепаный», а изделий из коротковолокнистого льна ГОСТ 9394-76 «Волокно льняное короткое».

## Классификация

### Таксономическое положение
- Linum L., 1753, Sp. Pl. : 277

Род Лён относится к семейству Льновые (Linaceae) порядка Мальпигиецветные (Malpighiales), который последовательно включается в клады Фабиды → Розиды → Суперрозиды → Эвдикоты → Цветковые растения. Таксономическая схема в соответствии с Системой APG IV по состоянию на декабрь 2023 года:
|  |                          |  |                                   |                                   |                   |  | еще 35 семейств |             |             |                                                               |
|  |                          |  |                                   |                                   |                   |  |                 |             |             | 204 подтвержденных вида и 72 таксона, ожидающих подтверждения |
|  |                          |  |                                   | порядок Мальпигиецветные          |                   |  |                 |             | род Лён     |                                                               |
|  |                          |  |                                   | порядок Мальпигиецветные          |                   |  |                 |             | род Лён     |                                                               |
|  | клада Цветковые растения |  |                                   |                                   | семейство Льновые |  |                 |             |             |                                                               |
|  | клада Цветковые растения |  |                                   |                                   |                   |  |                 |             |             |                                                               |
|  |                          |  | ещё 63 порядка цветковых растений | ещё 63 порядка цветковых растений |                   |  |                 | еще 8 родов | еще 8 родов |                                                               |
|  |                          |  |                                   | ещё 63 порядка цветковых растений |                   |  |                 |             | еще 8 родов |                                                               |

## Виды
Некоторые из них:
- Linum alpinum — Лён альпийский
- Linum altaicum — Лён алтайский
- Linum amurense — Лён амурский
- Linum arboreum L. — Лён древовидный
- Linum austriacum L. — Лён австрийский
- Linum baicalense — Лён байкальский
- Linum bienne P.Mill. — Лён двулетний, или Лён зимний
- Linum campanulatum — Лён колокольчатый
- Linum capitatum — Лён головчатый
- Linum catharticum L. — Лён слабительный
- Linum corymbulosum — Лён щиточковатый
- Linum flavum L. — Лён жёлтый
- Linum grandiflorum Desf. — Лён крупноцветковый
- Linum hirsutum L. — Лён жёстковолосистый
- Linum hypericifolium Salisb. — Лён зверобоелистный
- Linum nervosum Waldst. et Kit. — Лён жилковатый
- Linum perenne L. — Лён многолетний
- Linum tauricum L. — Лён таврический
- Linum tenuifolium L. — Лён тонколистный
- Linum trigynum L. — Лён трёхпестичный
- Linum usitatissimum L. — Лён обыкновенный, или Лён-долгунец

### Синонимы
- Adenolinum Rchb.
- Alsolinum Fourr.
- Cathartolinum Rchb.
- Chrysolinum Fourr.
- Cliococca Bab.
- Hesperolinon (A.Gray) Small
- Leucolinum Fourr.
- Linopsis Rchb.
- Meiapinon Raf.
- Mesyniopsis W.A.Weber
- Mesynium Raf.
- Nezera Raf.
- Numisaureum Raf.
- Sclerolinon C.M.Rogers